# Erebia regressiva
Erebia regressiva är en fjärilsart som beskrevs av Müller 1928. Erebia regressiva ingår i släktet Erebia och familjen praktfjärilar. Inga underarter finns listade i Catalogue of Life.